# Белёй
Белёй — коммуна в Валлонии, расположенная в провинции Эно, округ Ат. Принадлежит Французскому языковому сообществу Бельгии. На площади 61,55 км² проживают 13 347 человек (плотность населения — 217 чел./км²), из которых 49,08 % — мужчины и 50,92 % — женщины. Средний годовой доход на душу населения в 2003 году составлял 10 722 евро.
Почтовый код: 7970, 7971, 7972, 7973. Телефонный код: 069.